# 鳴門市黒崎小学校
鳴門市黒崎小学校（なるとし くろさきしょうがっこう）は、徳島県鳴門市撫養町黒崎にある公立小学校。

## 学校の沿革[1]
- 明治7年10月 - 創立。既存の2戸の寺子屋をあて斎田小学校の分校として発足
- 明治12年9月 - 郡区改正により，斎田小学校から分離，塩釜神社客殿を校舎に代用し，「黒崎小学校」と称し，黒崎一村をもって通学区とした。
- 明治14年9月 - 校舎を新築。黒崎・大桑島・小桑島・明神の四か村をもって通学区とする。
- 明治19年1月 - 校名を「黒崎尋常小学校」と改称 21.1大桑島・小桑島に分教場を置く。
- 明治22年1月 - 桑島分教場を廃止，黒崎一村を通学区域。
- 昭和15年11月 - 創立50周年・校舎新築落成式典挙行。
- 昭和16年4月 - 小学校令改正により「徳島県板野郡撫養町黒崎国民学校」と改称。
- 昭和22年3月 - 鳴門市の施行により「鳴門市黒崎国民学校」と改称。
- 昭和22年5月 - 校名を「鳴門市黒崎小学校」と改称。
- 昭和49年8月 - 第9回全国学校行事全国大会主会場。
- 昭和56年3月 - 康楽賞を受賞。
- 昭和56年12月 - 総合的な学習活動が認められ，藍青賞を受賞。
- 昭和61年1月 - 優良「こども銀行」として表彰を受ける。
- 平成4年5月 - 交通安全教育モデル校の指定を受ける。
- 平成7年4月 - 「ことばの教室」が通級教室となる。
- 平成11年4月 - 平成11.12年度小学校教育課程研究指定校（家庭科）の指定を受ける。
- 平成11年9月 - 国旗掲揚台改修。
- 令和3年11月 - 鳴門市人権教育研究大会（4年授業）

## 教育目標
- 知・徳・体の調和のとれた人間性豊かな児童を育成する。
- 人権を尊重し、自主的で創造性に富み、国際社会の一員としての自覚のある児童を育成する。

## 目指す児童像[2]
- 自ら学び，探求する子ども（学ぶ）
- 公平で，広い心の子ども（思いやり）
- 快活で，すこやかな体の子ども（元気）
- よく考え，実行する子ども（がんばり）

## 努力目標
「自分も人も大切に・自分の命は自分で守る」「あたりまえのことがあたりまえにできる」

### 児童の育成
- 主体的学習展開の創意工夫と改善
- 人権教育の徹底と道徳教育の充実
- 特別支援教育の充実と環境教育・福祉教育の推進
- 国際教育及び総合的な学習の時間の充実と推進
- 図書館教育の推進
- 体力向上・持久力向上の推進
- 生徒指導の徹底，保健安全教育の充実及び食育の推進
- プログラミング教育の推進

## 概要

### 校歌
- 作詞：橋本治信 / 作曲：勝沼勝

### 最寄駅
- JR鳴門線 撫養駅

## 通学区域が隣接している学校
- 鳴門市桑島小学校
- 鳴門市撫養小学校
- 鳴門市第一小学校
- 鳴門市明神小学校
- 鳴門市鳴門西小学校 （海を挟んで隣接。）